# Vadász-réti-patak
A Vadász-réti-patak a Budai-hegységben eredő, rövid vízfolyás, az Aranyhegyi-patak mellékága. Zömmel a Duna–Ipoly Nemzeti Parkhoz tartozó, természetvédelmi oltalom alatt álló területen folyik. A duzzasztásával jött létre a Nagy-Szénás északi vonulatainak a lábánál található Jági-tó.

## Vízgyűjtő területe
A Vadász-réti-patak elsősorban a Nagy-Szénás hegytömbje, valamint annak északi előhegyei, az Iváni-hegy, a Kis-Szénás és a Nádor-hegy, valamint nyugat felől a Hárs-hegy irányából lefolyó vizeket gyűjti össze. A térségben folytatott szénbányászat megkezdése előtt a völgyében fakadó források a jelenleginél jóval nagyobb vízhozamú, állandó források voltak, a szénbányászat beindulásával azonban ezek vízhozama jelentősen lecsökkent, és – helyi lakosok elbeszélése szerint – a bányászat felhagyását követően sem állt vissza a korábbi vízhozamuk.
A patakvölgyben már a 20. század első felében – pontosan nem ismert időpontban – több egymást követő völgyzáró gátat is kialakítottak azzal a céllal, hogy a kialakuló tavakban halakat, elsősorban pisztrángot tenyésszenek, de a terv a patak vízhozamának csökkenése miatt kútba esett. Később egy budapesti horgászegyesület újból kísérletet tett a patak vizének tóvá duzzasztással történő hasznosítására, de ez a projekt sem volt hosszú életű. Jelenleg a völgyet egy nagy gát zárja le, a visszaduzzasztással létrejött Jági-tó népszerű kirándulóhely.
A Jági-tavat elhagyva a Vadász-réti-patak vize a völgy vastag üledékrétegének köszönhetően nagyrészt láthatatlanul, a felszín alatt folyik, búvópatakként. Pilisszentiván sporttelepét elhagyva, a megszűnt 831-es busz végállomásául szolgáló buszforduló térségében éri el a község nyugati határában fakadó Aranyhegyi-patakot, és a falu néhány méterrel arrébb húzódó főutcáját a két vízfolyás már egyesülve keresztezi.

## A Vadász-réti-patak élővilága
Mivel a Vadász-réti patak majdnem teljes hosszában természetvédelmi oltalom alatt álló, szennyező forrásoktól úgyszólván mentes területen húzódik (vizét legfeljebb a tőle északra húzódó mezőgazdasági területekről leszivárgó vegyszermaradványok szennyezik), élővilága gazdag. A patak vizének faunája, melyre a kétéltűek és vízirovarok bőséges faj- és egyedszáma jellemző, főleg a Jági-tó partjainál tanulmányozható.

## Nevének eredete
A patak a hivatalos nevét kézenfekvően onnan kapta, hogy a völgyét, illetve az attól északra elterülő mezőgazdasági területet Vadász-rétnek nevezik. E rét helyi sváb népi neve Jägerwiesen, amit mondanak Jagerwiesennek is, ennek megfelelően a patakot is gyakran emlegetik az ebből származtatott sváb-magyar keveréknyelvű névvel Jági-pataknak, esetleg (idősebbek szóhasználatában) Jágervíznek. Ide vezethető vissza a patak felduzzasztásával kialakult Jági-tó neve is, amely majdhogynem teljes értékű elnevezésévé vált a tónak, a hivatalosabb Vadász-réti víztározó elnevezéssel csak igen elvétve lehet találkozni.